# Tom McGrath
Thomas Quinton « Tom » McGrath est un animateur, doubleur et réalisateur américain né le 7 août 1964 à Lynnwood, dans l'État de Washington. Il est principalement connu pour avoir réalisé avec Eric Darnell le film d'animation sorti en 2005, Madagascar, ainsi que ses suites. Il a aussi prêté sa voix à d'autres films de DreamWorks comme Souris City en 2006 et Shrek le troisième en 2007.

## Filmographie

### Réalisateur
- 1995 : Ren et Stimpy (2 épisodes)
- 1996 : Kablam! (1 épisode)
- 2005 : Madagascar
- 2008 : Madagascar 2
- 2010 : Megamind
- 2012 : Madagascar 3
- 2017 : Baby Boss (The Boss Baby)
- 2021 : Baby Boss 2 : Une affaire de famille (The Boss Baby: Family Business)

### Scénariste
- 2005 : Madagascar
- 2008 : Madagascar 2
- 2008-2010 : Les Pingouins de Madagascar (19 épisodes)
- 2009 : Joyeux Noël Madagascar

### Animateur
- 1998 : The Thing What Lurked in the Tub
- 1992 : Cool World
- 1993-1995 : Ren et Stimpy (12 épisodes)
- 1996 : Space Jam
- 1998 : Hercule et Xena : La Bataille du Mont Olympe

### Artiste de storyboard
- 1994-1995 : Ren et Stimpy (4 épisodes)
- 2000 : Le Grinch
- 2001 : Comme chiens et chats

### Acteur
- 1988 : Lea Press on Limbs
- 1999 : Herd : Fed
- 2005 : Madagascar : Commandant
- 2005 : The Madagascar Penguins in a Christmas Caper : Commandant
- 2006 : Souris City : La figurine articulée et l'artiste
- 2007 : Shrek le troisième : Gary
- 2008 : Madagascar 2 : Commandant
- 2008-2012 : Les Pingouins de Madagascar : Skipper (84 épisodes)
- 2009 : Monstres contre Aliens : Wilson
- 2009 : Joyeux Noël Madagascar : Commandant
- 2010 : Megamind : Lord Scott et le gardien de prison
- 2011 : Le Chat potté : Le barman
- 2012 : Madagascar 3 : Commandant